# George Gray
För andra betydelser, se George Gray (olika betydelser).

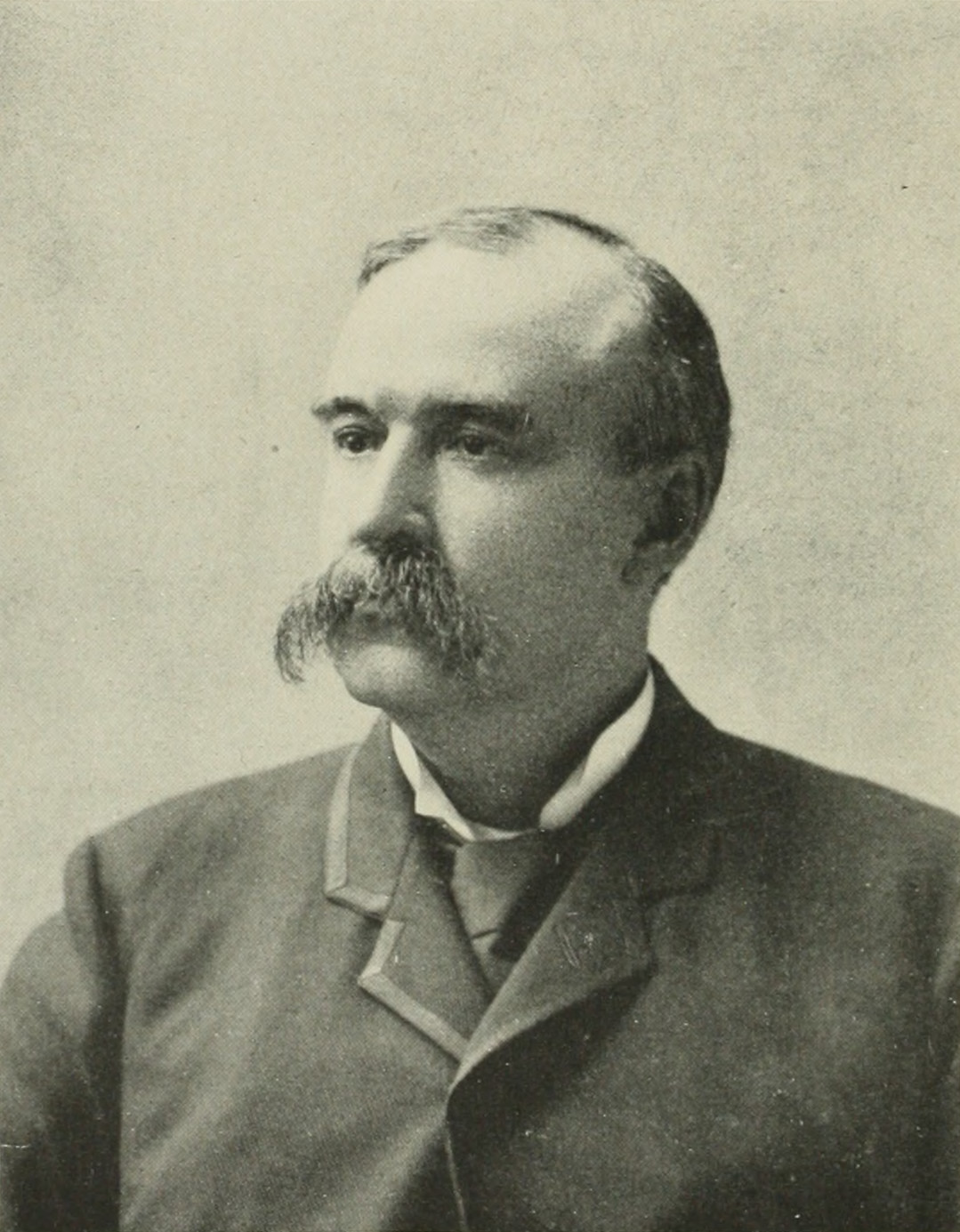
George Gray.

George Gray, född 4 maj 1840 i New Castle, Delaware, död 7 augusti 1925 i Wilmington, Delaware, var en amerikansk demokratisk politiker och jurist. Han representerade delstaten Delaware i USA:s senat 1885–1899.
Gray utexaminerades 1859 från College of New Jersey (numera Princeton University). Fadern Andrew C. Gray undervisade sedan honom i juridik. Gray fortsatte sina juridikstudier vid Harvard Law School och inledde 1863 sin karriär som advokat i New Castle, Delaware. Han var delstatens justitieminister (Delaware Attorney General) 1879–1885.
Senator Thomas F. Bayard avgick 1885 för att tillträda som USA:s utrikesminister. Gray tillträdde som senator för Delaware den 17 mars 1885. Han omvaldes 1887 och 1893. Delstatens lagstiftande församling lyckades inte enas om en efterträdare åt honom år 1899. Efter ett dödläge som varade i fyra år kunde L. Heisler Ball tillträda i mars 1903.
Gray tjänstgjorde som domare i en appellationsdomstol 1899–1914.